# Circaète barré
Circaetus fasciolatus
Espèce
Statut de conservation UICN

 NT  : Quasi menacé
Statut CITES
Le Circaète barré (Circaetus fasciolatus) est une espèce d'oiseaux de la famille des Accipitridae. D'après le Congrès ornithologique international, c'est une espèce monotypique.
Son aire s'étend du sud de la Somalie au nord-est de l'Afrique du Sud.